# 梅爾頓鎮區 (阿肯色州傑佛遜縣)
梅爾頓鎮區（英語：Melton Township）是位於美國阿肯色州傑佛遜縣的一個行政鎮區。

## 地方資料
梅爾頓鎮區的面積為64.79平方千米，當中陸地面積為64.52平方千米，而水域面積為0.27平方千米。根據2010年美國人口普查的數據，當地共有人口587人，而人口密度為每平方千米9.06人。